# Linnaemya angulicornis
Linnaemya angulicornis är en tvåvingeart som först beskrevs av Speiser 1910.  Linnaemya angulicornis ingår i släktet Linnaemya och familjen parasitflugor. Inga underarter finns listade i Catalogue of Life.